# L'Amour d'une mère
Pour les articles homonymes, voir L'Amour d'une mère (homonymie).
Pour plus de détails, voir Fiche technique et Distribution.
L'Amour d'une mère (母を恋はずや, Haha o kowazu ya, aussi connu sous le titre Une femme devrait être aimée) est un film japonais réalisé par Yasujirō Ozu, sorti en 1934.

## Synopsis
Le jeune Sadao apprend qu'il n'est pas le fils de Chieko, mais celui de la première épouse de son père. Chieko rechigne à être aussi sévère avec lui qu'avec son véritable fils. Sadao quitte alors le domicile familial et trouve refuge auprès d'une prostituée.

## Fiche technique
- Titre : L'Amour d'une mère
- Titre alternatif : Une femme devrait être aimée
- Titre original : 母を恋はずや (Haha o kowazu ya?)
- Réalisation : Yasujirō Ozu
- Scénario : Kōgo Noda, Tadao Ikeda, Masao Arata, Yasujirō Ozu
- Société de production : Shōchiku
- Photographie : Isamu Aoki
- Pays d'origine :  Empire du Japon
- Format : noir et blanc — 1,33:1 — 35 mm — film muet
- Genre : drame
- Durée : 71 minutes
- Date de sortie : 
  - Empire du Japon : 11 mai 1934[1]

## Distribution
- Yukichi Iwata : Chichi, Kajiwara-shi
- Mitsuko Yoshikawa : Chieko
- Chishū Ryū : : Hattori
- Den Obinata : Chōnan, Sadao
- Seiichi Katō : Sono shōnen-jidai
- Kōji Mitsui : Jinan, Kōsaku
- Shusei Nomura : Sono shōnen-jidai
- Shin'yō Nara : Okazaki
- Shinobu Aoki : Sono fujin (sa femme)
- Kyōko Mitsukawa : Kazuko, la femme du boulanger
- Yumeko Aizome : Mitsuko
- Junko Matsui : Ranko
- Chōko Iida : Chabu-ya no sōji-fu